# Eugène Schneider

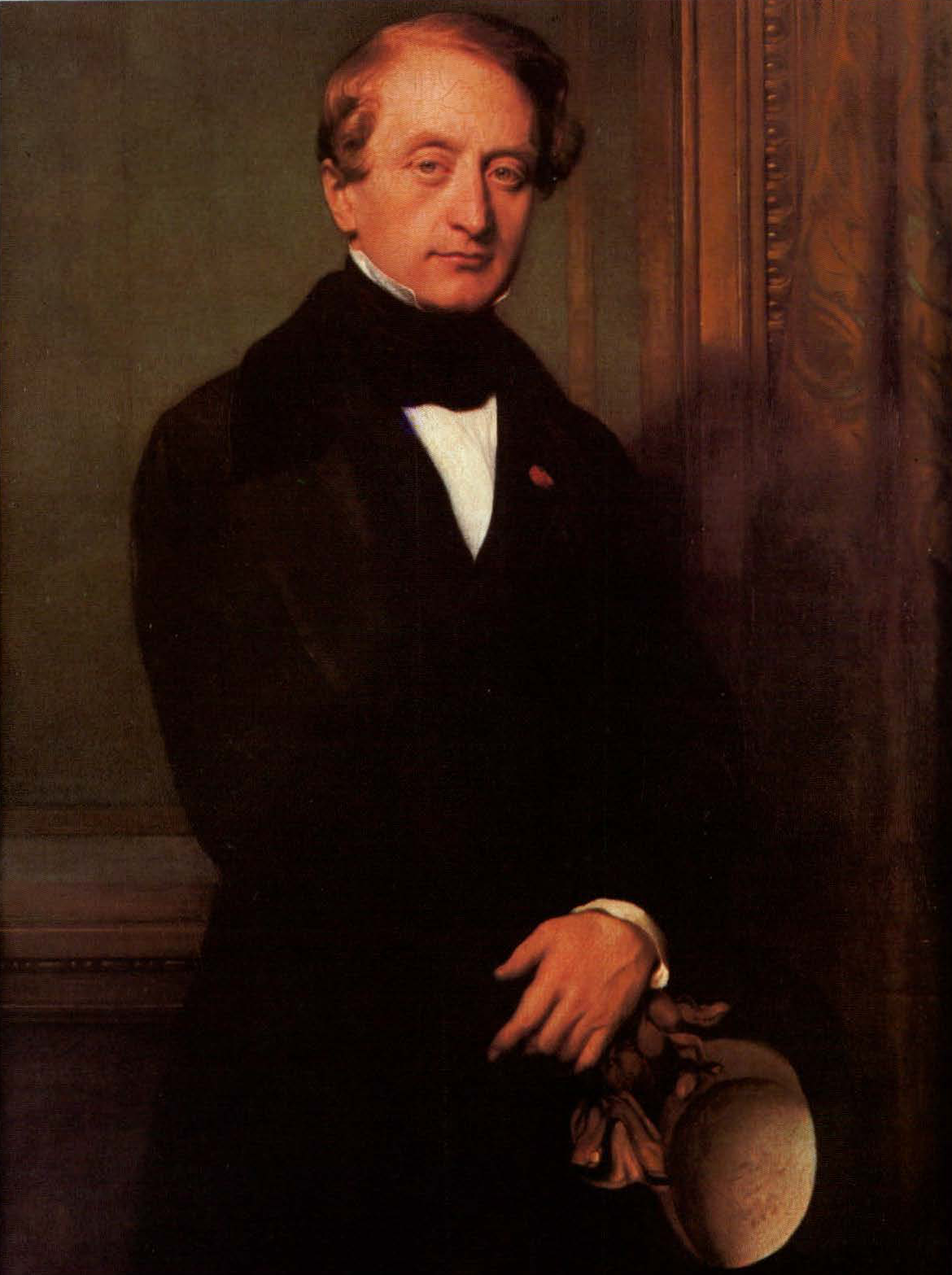
Eugène Schneider.

Joseph Eugène Schneider, född den 29 mars 1805 i Biedesdorf (Lothringen), död den 27 november 1875 i Paris, var en fransk industriman och politiker. 
Hans namn tillhör de 72 som är ingraverade på Eiffeltornet.